# Verwoerdismo
Verwoerdismo é o nome dado à ideologia política racista do ex-primeiro ministro sul-africano Hendrik Frensch Verwoerd, o "arquiteto do apartheid".